# 야마나시현도 제813호선
야마나시현도 제813호 미쓰고자와 오노 선(일본어: 山梨県道813号光子沢大野線)은 야마나시현 미나미코마군 미노부정 미쓰고자와에서 오노까지 이어주는 일반 현도이다. 그러나 이 현도는 혼슈에 소재하고 있는 도도부현도 번호 중에서 가장 큰 번호이기도 하며, 자동차가 다니는 도로 번호를 가진 도도부현도 번호로는 홋카이도와 오키나와현을 제외한 45개의 도부현 지역에 있는 도로 번호로는 후쿠오카현도 제806호선보다도 더 큰 번호를 가지고 있다.

## 노선 정보
- 기점 : 야마나시현 미나미코마군 미노부정 미쓰고자와
- 종점 : 야마나시현 미나미코마군 미노부정 오노
- 총 거리 : 7.2 km

## 지리
- 통과하는 지자체 : 야마나시현 미나미코마군 미노부정이 유일.
- 교차 가능한 도로 : 국도 제52호선, 야마나시현도 제9호 이치가와 미사토미노 연선(일본어판)
- 연선 : 혼논지(일본어판)